# Vasil Derďuk
Vasil Derďuk (* 6. prosince 1922, Černá Tisa, Podkarpatská Rus – 18. květen 2018, Šumperk) byl československý voják za druhé světové války.

## Život

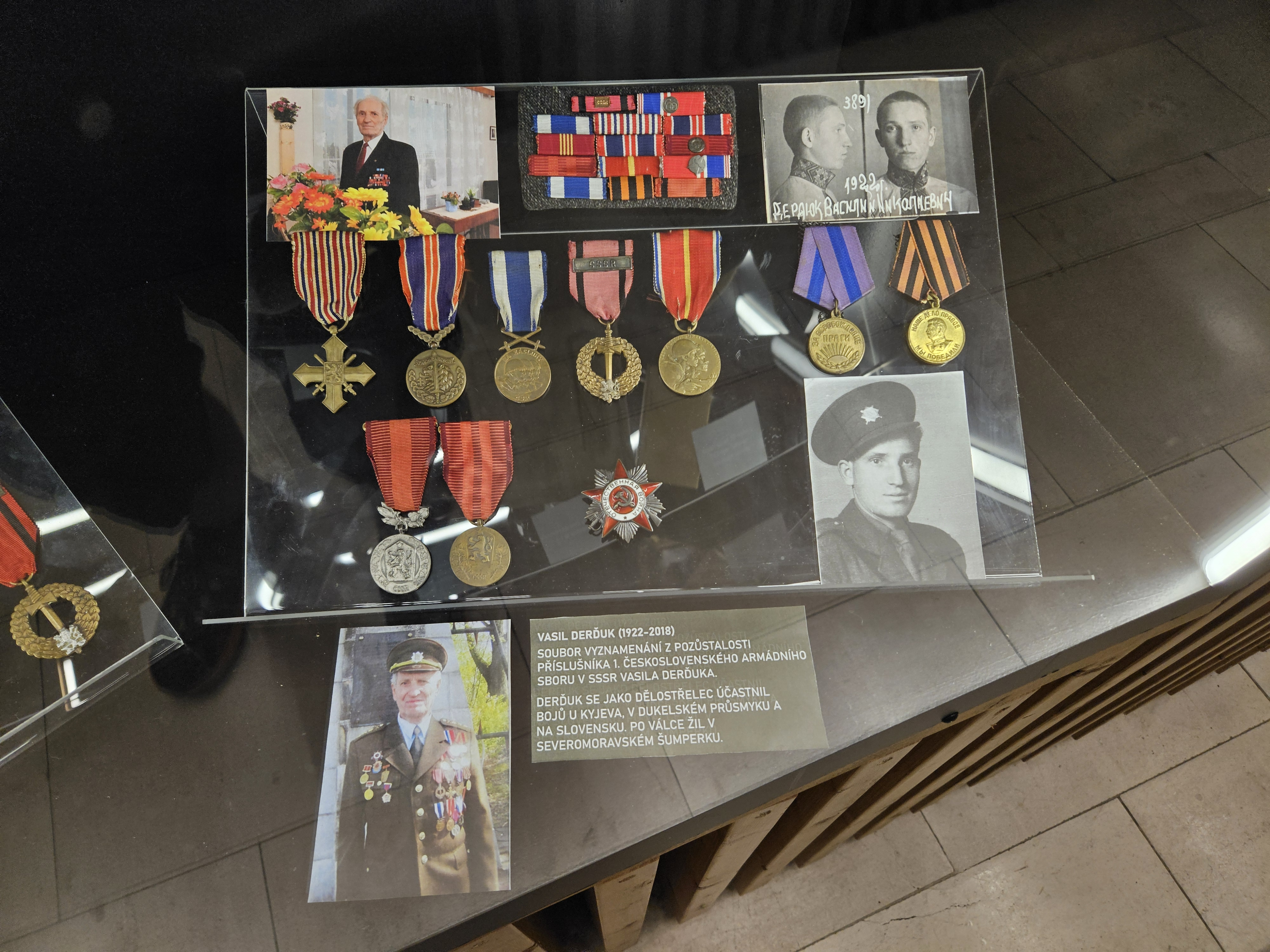
Předměty z pozůstalosti Vasila Derďuka

Narodil se na Podkarpatské Rusi, jeho otec Nikolaj byl tesař a matka Anna se starala o domácnost.
Po absolvování tří tříd národní školy pomáhal rodičům s malým hospodářstvím.
V roce 1937 začal pracovat ve firmě Stavitel Jasina. Ve firmě se vyučil na tesaře a zůstal v ní pracovat. Po maďarské okupaci Podkarpatské Rusi v březnu 1939 došlo k verbování Rusínů do maďarské armády, kde se dostal do konfliktu s nadřízeným a utekl do Sovětského svazu. Na cestu vyrazil 5. srpna 1940, byl ovšem zatčen sovětskými pohraničníky a převezen do věznice v Nadvorné. Po týdnu ho převezli do charkovské věznice a následně do sběrného tábora ve Stanislavově a pak do Starobělska, kde čelil pravidelným výslechům. Nakonec byl odsouzen na tři roky nucených prací. Po několika týdnech strávených v dobytčích vagónech dorazil do pracovního tábora mezi Pečorou a Vorkutou, kde vězni těžili uhlí a dřevo za velmi tvrdých podmínek – s minimálními potravinovými příděly, nedostatečným oblečením a špatnou hygienou.
Po několika měsících mu nabídl ukrajinský lékař práci na ošetřovně. Dále byl převezen na Kamčatku, kde těžil drahé kovy.
V lednu 1942 Státní výbor obrany SSSR souhlasil s propuštěním bývalých československých občanů, ale Derďuk byl znovu letecky převezen na severozápad Ruska, kde pracoval na výstavbě úzkokolejky. V té době vážil vzhledem k podmínkám v pracovním táboře pouhých 40kg. Dne 17. prosince 1942 se vydal do Buzuluku. Dne 17. února 1943 byl odveden do armády, byl přiřazen k rozvědce v 1. rotě s velitelem Otakarem Jarošem. Hned při prvním nasazení před Sokolovem si zlomil nohu a málem přišel o život.
Po uzdravení byl převelen k dělostřelectvu. Bojoval u Kyjeva, u Bílé Cerekve, v karpatsko-dukelské operaci, u Vyšného Komárníku a u Liptovského Mikuláše. Několikrát byl zraněn. Konec druhé světové války ho zastihl ve Svitavách. 
Po válce v hodnosti rotného krátce sloužil u vojenských jednotek v Žatci a Podbořanech. Nastoupil na vojenskou akademii v Liberci, byl po něm požadován vstup do KSČ, tak odešel do civilu. Přestěhoval se do Šumperka, kde až do důchodu pracoval u Československých státních drah.